# Le Malin (film)
Pour plus de détails, voir Fiche technique et Distribution.
Le Malin (Wise Blood) est l'adaptation américaine réalisée par John Huston et sortie en 1979 du roman de 1952 La Sagesse dans le sang (Wise Blood) de Flannery O'Connor.

## Synopsis
Hazel vient d'être démobilisé et retourne dans son village situé dans un État du Sud où son grand-père est prêcheur évangélique. La guerre lui a troublé les esprits et il rencontre des êtres aussi déboussolés que lui : Asa Hawk, prêcheur « aveugle », dont sa fille Sabbath Lily l'aguiche, Enroch Emery, jeune gardien de zoo qui vient de voler dans un musée un corps momifié. Il décide de fonder une secte nouvelle L'Église du Christ sans Christ. Il va progressivement plonger dans de profonds délires jusqu'à sa mort.

## Fiche technique
- Titre français : Le Malin
- Titre original : Wise Blood
- Réalisation : John Huston
- Scénario : Benedict Fitzgerald & Michael Fitzgerald, d'après le roman homonyme de Flannery O'Connor
- Musique : Alex North
- Photographie : Gerry Fisher
- Montage : Roberto Silvi
- Production : Kathy Fitzgerald & Michael Fitzgerald
- Sociétés de production : Anthea Film & Ithaca
- Société de distribution : New Line Cinema
- Pays de production :  États-Unis
- Langue : Anglais
- Format : Couleur - Mono - 35 mm - 1.85:1
- Genre : Drame
- Durée : 106 min
- Budget : 1 000 000 $
- Dates de sortie : 
  - France : 24 octobre 1979
  - États-Unis : 17 février 1980

## Distribution
- Brad Dourif (VF : Philippe Ogouz) : Hazel Motes
- Dan Shor : Enoch Emory
- Amy Wright (VF : Maïk Darah) : Sabbath Lily
- Harry Dean Stanton : Asa Hawks
- Mary Nell Santacroce : la propriétaire de la chambre d'hôte
- Ned Beatty : Hoover Shoates
- John Huston : le grand-père
- William Hickey : le pasteur

## Distinction

### Nomination
- Gold Hugo
  - Meilleur film pour John Huston

## Autour du film
- Le tournage s'est déroulé à Macon, en Géorgie (États-Unis).